# لایحه امنیت هنگ‌کنگ
لایحه امنیت هنگ‌کنگ (به انگلیسی: National People's Congress Decision on Hong Kong national security legislation) یک لایحه امنیتی است که کنگره ملی خلق چین برای هنگ‌کنگ تصویب کرده و براساس آن هر حرکتی در راستای تضعیف اقتدار دولت جمهوری خلق چین در آن سرزمین جرم و قابل پیگرد کیفری محسوب خواهد شد. براساس این مصوبه، برای اولین بار دولت جمهوری خلق چین نهادهای امنیتی خود را در هنگ‌کنگ هم مستقر می‌کند. طبق مصوبه جدید کنگره ملی خلق، حتی بی‌احترامی به سرود ملی جمهوری خلق چین هم باعث پیگرد جنایی می‌شود.